# Evacidium
Evacidium là một chi thực vật có hoa trong họ Cúc (Asteraceae).

## Loài
Chi Evacidium gồm các loài: